# Friends på turné
Friends på turné es el álbum de estudio debut de la banda sueca Friends. Fue lanzado en 1999.
Las canciones "Vi behöver varann" y "Friends" figuraron en Svensktoppen.

## Listado de pistas
| #   | Título                              | Escritor                                       |
| --- | ----------------------------------- | ---------------------------------------------- |
| 1.  | "Vi behöver varann"                 | John Ballard                                   |
| 2.  | "Hans blaa ögon"                    | henrik sethsson                                |
| 3.  | "Det finns ingen som du"            | Niklas Eriksson, Jonas Ohlson, Ulf Georgsson   |
| 4.  | "Excavación médica de Ensam"        | Stefan Brunzell, Tony Johansson, Ulf Georgsson |
| 5.  | "Vad jag än säger dig"              | Jonas berggren                                 |
| 6.  | "Friends"                           | Lars DiedricsonUlf Georgsson                   |
| 7.  | "Hall om mig nu"                    | Carl-Henry Kindbom, Carl Lösnitz               |
| 8.  | "Himlen är nära"                    | Lars DiedricsonUlf Georgsson                   |
| 9.  | "Hennes ögon"                       | Lotta Ahlin                                    |
| 10. | "Always Have, Always Will"          | Jonas Berggren, Mike Chapman                   |
| 11. | "Äventyr"                           | Morgan Johansson, Björn Stenström              |
| 12. | "Att det i stjärnorna står skrivet" | Fredrik Möller, Jonas Warnerbring              |
| 13. | "Allt som hon gör"                  | Kristian Hermansson                            |
| 14. | "Hemåt i natten"                    | Carl-Henry Kindbom, Carl Lösnitz               |

## Gráficos
| Gráfico (1999-2000)                | Cima posición |
| ---------------------------------- | ------------- |
| Álbumes suecos (Sverigetopplistan) | 8             |